# Soanierana (Taolanaro)
Pour les articles homonymes, voir Soanierana.
Soanierana est une commune urbaine malgache située dans la partie sud de la région d'Anosy.